# John Ermine of Yellowstone

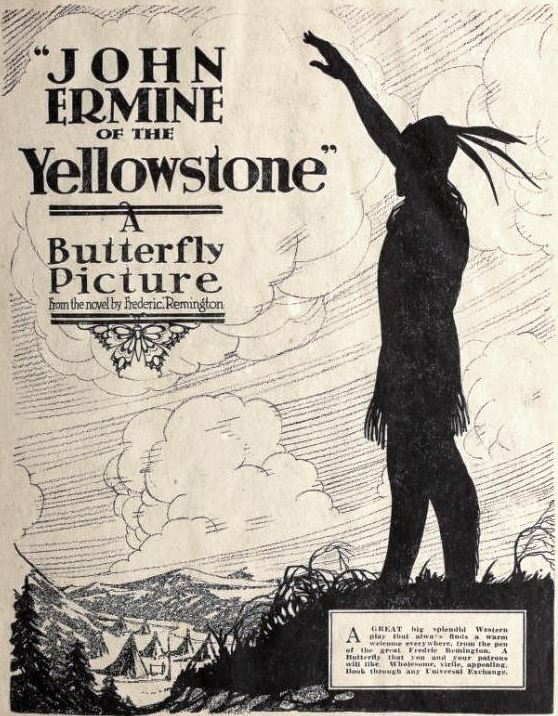
Publicité de journal pour le film

John Ermine of Yellowstone est un film muet américain réalisé par Francis Ford et sorti en 1917.

## Fiche technique
- Réalisation : Francis Ford
- Scénario : Maud Grange, d'après le roman de Frederic Remington et la pièce de Louis Evan Shipman
- Assistant-réalisateur : Joseph A. McDonough
- Durée : 50 minutes
- Date de sortie : 
  - États-Unis : 5 novembre 1917

## Distribution
- Francis Ford : John Ermine
- Mae Gaston : Katherine Searles
- Mark Fenton : Colonel Searles
- Duke Worne : Lieutenant Butler
- Burwell Hamrick : White Seasel
- William A. Carroll : Crooked Bear
- Joseph Flores : Wolf Voice
- Elsie Ford : Mrs Searles
- Dark Cloud : Fire Bear